# Артур Меєр
Артур Меєр (1850–1922) — німецький ботанік, клітинний біолог та фахівець із фармакогнозії. Мейер відомий своїми новаторськими роботами по вивченні структури хлоропластів (які Мейер називав «аутопласти») та інших пластид. Він був першим, хто назвав та описав хлорофіл-вмісні структури хлоропластів, відомі як грани.
Мейер працював в Марбурзькому університеті. Він був членом Marburg Circle, міждисциплінарної біологічної дискусійної групи сконцентрованої навколо Еміля Адольфа фон Берінга.

## Наукові роботи
- Wissenschaftliche Drogenkunde: ein illustriertes Lehrbuch der Pharmakognosie u. eine wissenschaftliche Anleitung zur eingehenden botanischen Untersuchung pflanzlicher Drogen für Apotheker. Band 1 . Gaertner, Berlin 1891 Digital edition by the University and State Library Düsseldorf.
- Wissenschaftliche Drogenkunde: ein illustriertes Lehrbuch der Pharmakognosie u. eine wissenschaftliche Anleitung zur eingehenden botanischen Untersuchung pflanzlicher Drogen für Apotheker. Band 2 . Gaertner, Berlin 1892 Digital edition by the University and State Library Düsseldorf.